# 果てのない旅
「果てのない旅」（はてのないたび）は、鈴木愛奈の楽曲。金子麻友美が作詞、夢見クジラが作曲を手掛けた。5枚目のシングルとして2024年1月31日にLantisより発売された。

## 背景
表題曲は自身が声優として主演を務めるテレビアニメ『最弱テイマーはゴミ拾いの旅を始めました。』のオープニングテーマであり、前作「Apocalypse Day」に続き2作連続で主演アニメの主題歌を務めることとなった。
本楽曲は作品の世界観を歌詞と楽曲の両方で表現し、主人公アイビーの心情を表すとともに背中を押すような楽曲となっている。

## シングル収録内容
| #         | タイトル                       | 作詞       | 作曲       | 編曲                 | 時間  |
| --------- | ------------------------------ | ---------- | ---------- | -------------------- | ----- |
| 1.        | 「果てのない旅」               | 金子麻友美 | 夢見クジラ | 夢見クジラ、大沢圭一 | 2:42  |
| 2.        | 「求愛」                       | 園田健太郎 | 園田健太郎 | 園田健太郎           | 3:55  |
| 3.        | 「果てのない旅」(Instrumental) |            |            |                      | 2:42  |
| 4.        | 「求愛」(Instrumental)         |            |            |                      | 3:55  |
| 合計時間: | 合計時間:                      | 合計時間:  | 合計時間:  | 合計時間:            | 13:14 |